# Urocissa caerulea
La gazza di Taiwan o gazza blu di Taiwan (Urocissa caerulea Gould, 1863) è un uccello passeriforme appartenente alla famiglia Corvidae.
Nel 2007, questo uccello ha battuto ai voti il fagiano mikado, divenendo l'uccello nazionale di Taiwan.

## Etimologia
Il nome scientifico della specie, caerulea, deriva dal latino e significa "di color ceruleo", in riferimento alla livrea di questi uccelli.

## Descrizione

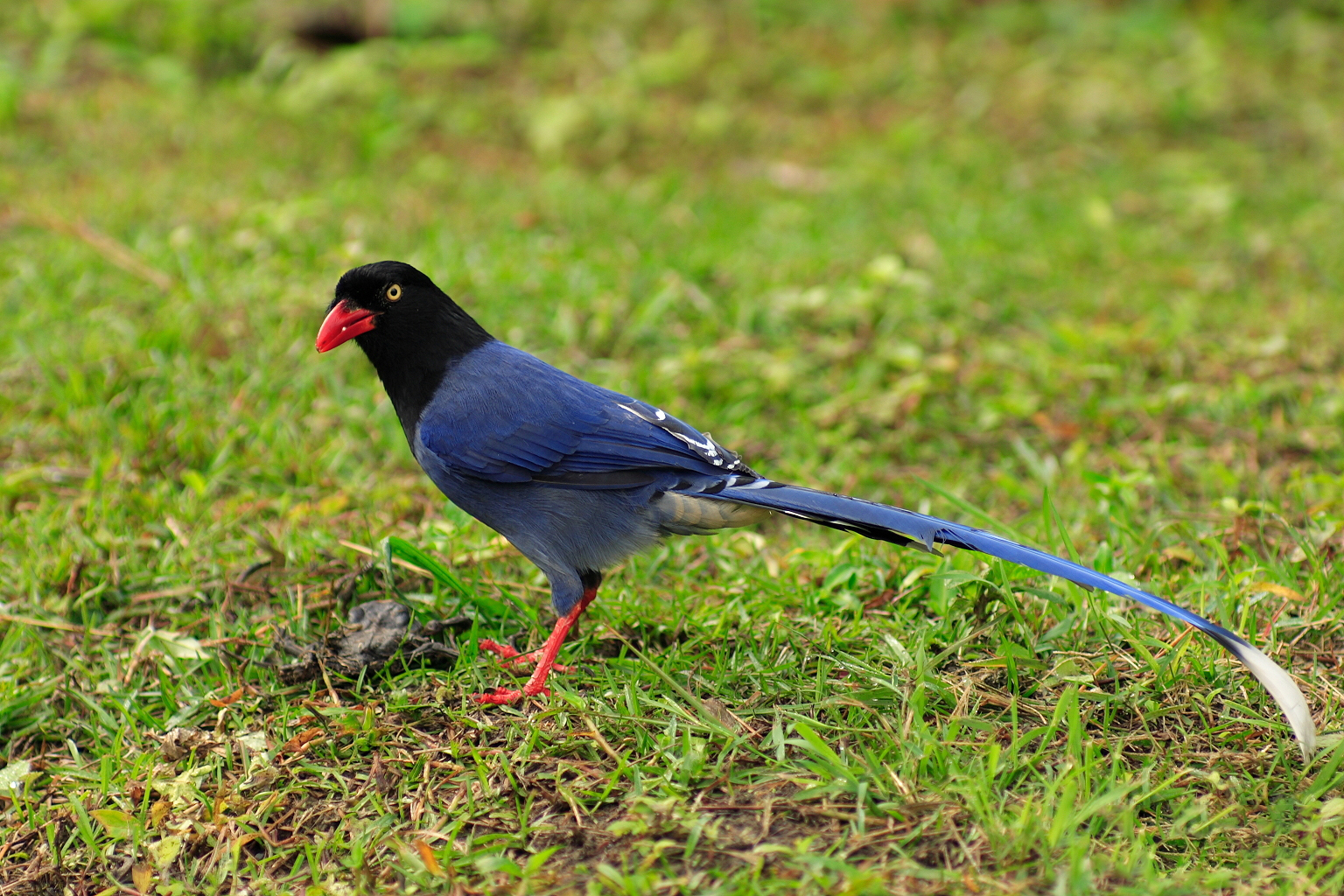
Esemplare al suolo.

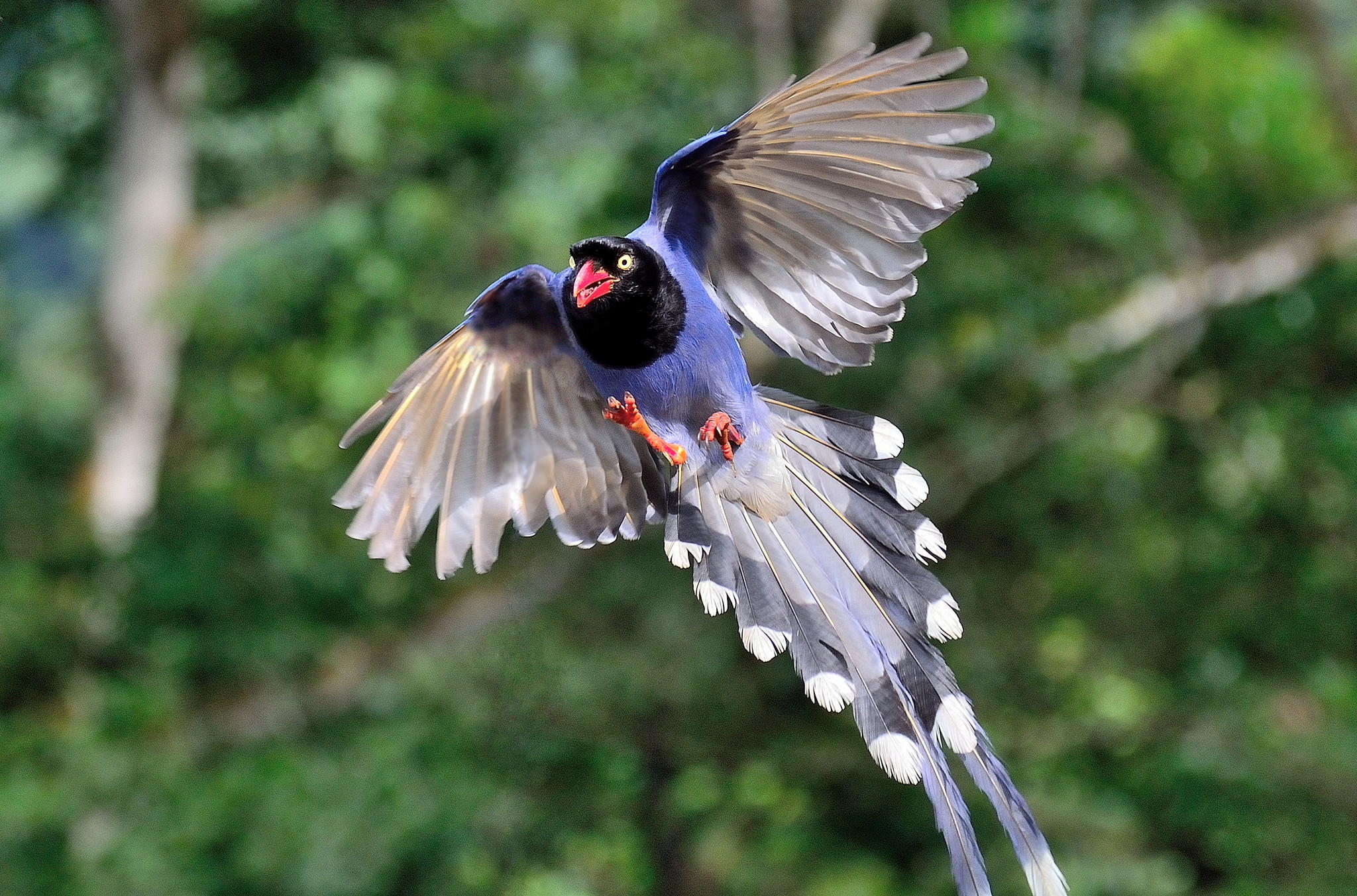
Esemplare in volo.

### Dimensioni
Misura 63-68 cm di lunghezza (di cui 34-42 spettano alla lunghissima coda), per 254-260 g di peso.

### Aspetto
Si tratta di uccelli dall'aspetto slanciato, muniti di testa arrotondata con lungo e forte becco conico dall'estremità adunca, ali lunghe e digitate, lunga coda (circa una volta e mezza il corpo) e zampe forti. Nel complesso, la gazza di Taiwan ricorda molto nell'aspetto e nel portamento l'affine gazza eurasiatica, dalla quale si distingue per la colorazione del corpo e la lunga coda: la somiglianza è ancora più evidente con le maggiormente affini gazza blu (munita di macchia bianca sulla nuca) e gazza beccogliallo (dal becco di colore differente).
Il piumaggio è nero su testa, collo e parte superiore del petto, mentre il resto del corpo è di colore blu uniforme, con tendenza a schiarirsi nel biancastro sul sottocoda e a fumare nel bianco-grigiastro sulla superficie inferiore di quest'ultima e delle ali: le penne della coda e delle ali presentano punta bianca, con le prime (ad eccezione delle due centrali, più lunghe delle altre) che mostrano tale banda orlata di blu-nerastro.

I due sessi sono simili, sia per taglia che per colorazione.
Il becco e le zampe sono di color rosso corallo, mentre gli occhi sono gialli.

## Biologia

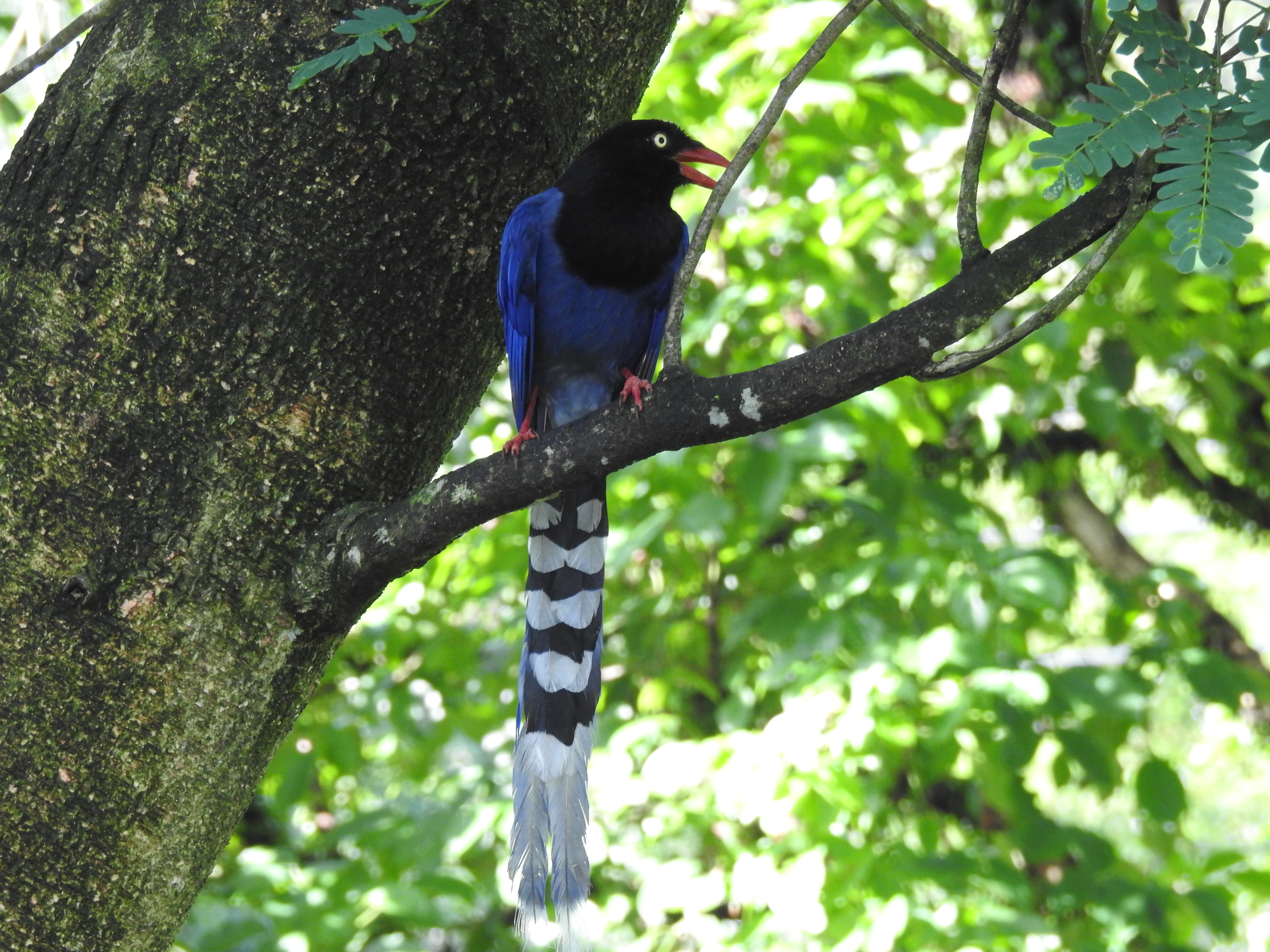
Esemplare emette il richiamo.

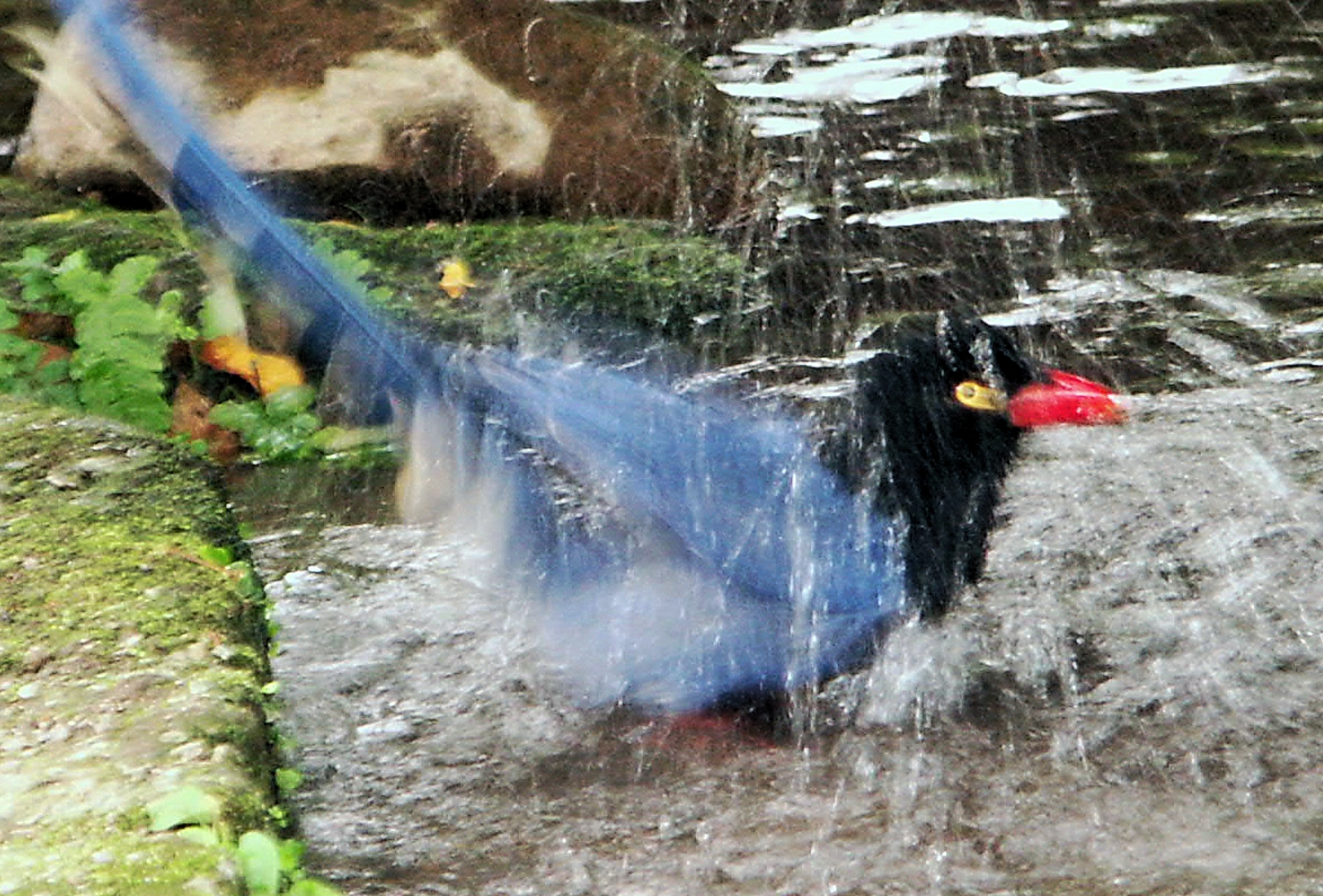
Esemplare fa il bagno.

La gazza di Taiwan è un uccello dalle abitudini di vita essenzialmente diurne, che passa la maggior parte della giornata alla ricerca di cibo, muovendosi indifferentemente al suolo o fra i rami di alberi e cespugli, a seconda della reperibilità.
Questi uccelli sono piuttosto sociali, e tendono a vivere in gruppetti che possono contare dai tre fino a una dozzina di individui: molto ciarlieri e confidenti, essi sono facili da osservare anche nelle aree urbane, e qualora ciò non dovesse accadere, è ancora più facile udire il richiamo di questi animali, un verso che ricorda uno squittio acuto. Le gazze di Taiwn comunicano inoltre mediante dei richiami chioccolanti non dissimili da quelli delle gazze nostrane, nonché tramite richiami aspri e gracchianti.
Durante il volo, la gazza di Taiwan tiene le penne della coda spiegate: quando un gruppo si alza in volo per allontanarsi, i vari esemplari tendono a volare in fila indiana.

### Alimentazione

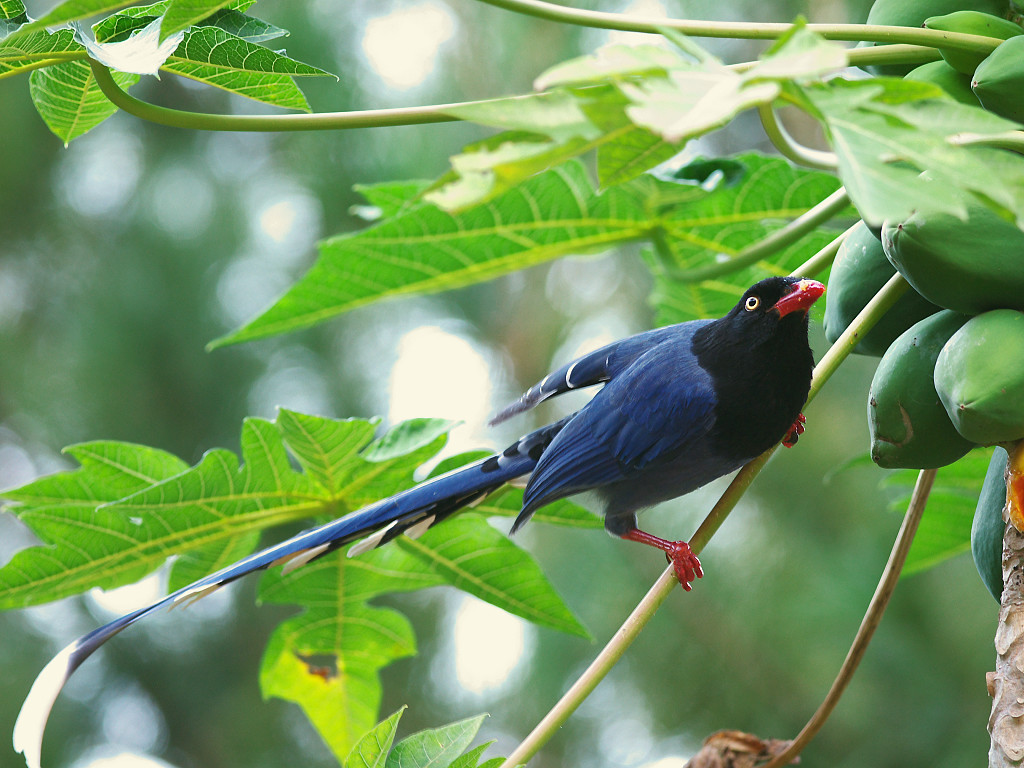
Esemplare in natura.

Si tratta di uccelli onnivori e molto opportunistici, nei quali tuttavia il grosso della dieta è rappresentato da un'alimantazione di tipo carnivoro/insettivoro: oltre a predare attivamente piccoli animali (grossi insetti e altri invertebrati, roditori, lucertole e piccoli serpenti, in un singolo caso un esemplare ha catturato e mangiato una rana), e a mangiare bacche e frutta (soprattutto fichi maturi), le gazze di Taiwan sono solite in ambiente urbano rovistare fra i rifiuti alla ricerca di materiale potenzialmente commestibile.
Similmente a molte specie di corvidi, anche questi uccelli sono soliti di tanto in tanto nascondere fra il fogliame caduto o i rami degli alberi il cibo in eccesso, in maniera tale da reperirlo in un secondo momento.

### Riproduzione
La gazza di Taiwan è un uccello monogamo, la cui stagione riproduttiva va dalla metà di maggio (sebbene alcune coppie comincino a nidificare già verso marzo) alla fine di giugno: durante questo periodo viene generalmente portata avanti una singola covata, anche se alcune coppie (soprattutto se la prima nidiata va perduta oppure in caso di nidificazioni molto precoci) possono almeno tentare di portarne avanti una seconda.
Il nido, a forma di coppa, viene costruito da ambedue i sessi fra i rami di un albero, utilizzando rametti e fibre vegetali strettamente intrecciati fra loro. Al suo interno, la femmina depone 3-8 uova verdine con maculatura bruna, che provvede a covare da sola (col maschio che stazione di guardia nei pressi del nido e si occupa di reperire il cibo per sé e per la compagna) per circa 17-19 giorni, al termine dei quali schiudono pulli ciechi ed implumi.

I nidiacei vengono imbeccati e accuditi da ambedue i genitori, che si avvalgono inoltre dell'aiuto di altri individui (generalmente giovani non ancora riproduttivi delle covate precedenti) per quanto riguarda il reperimento del cibo e la difesa del nido, nella quale le gazze di Taiwan sono particolarmente accanite: in tal modo, i piccoli sono pronti per l'involo attorno ai 21-24 giorni di vita, pur allontanandosi definitivamente dal nido solo dopo almeno un'altra settimana, e comunque rimanendo nelle vicinanze, divenendo a loro volta aiutanti nelle cure parentali durante la successiva stagione degli amori.

## Distribuzione e habitat

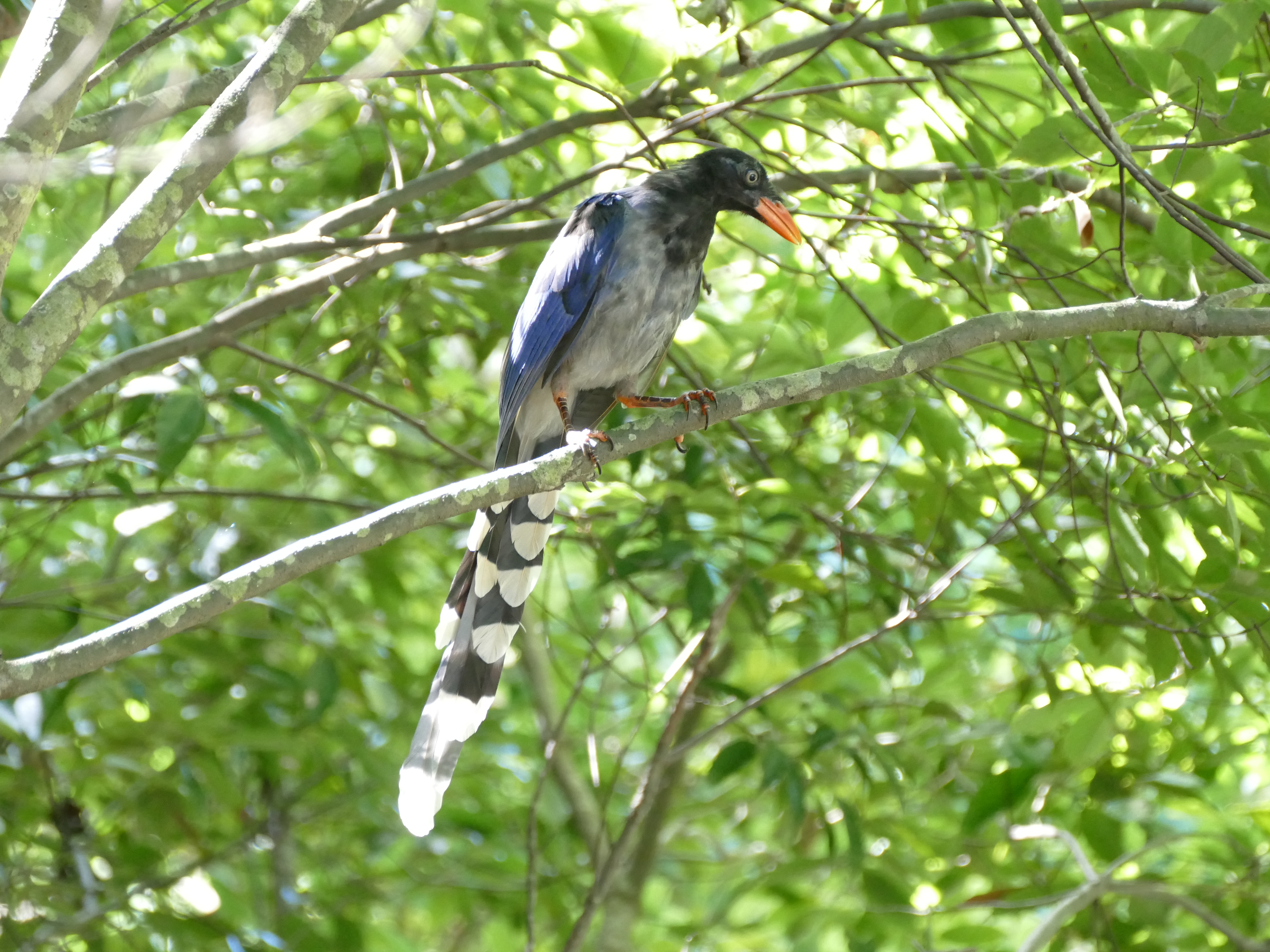
Giovane esemplare a Taipei.

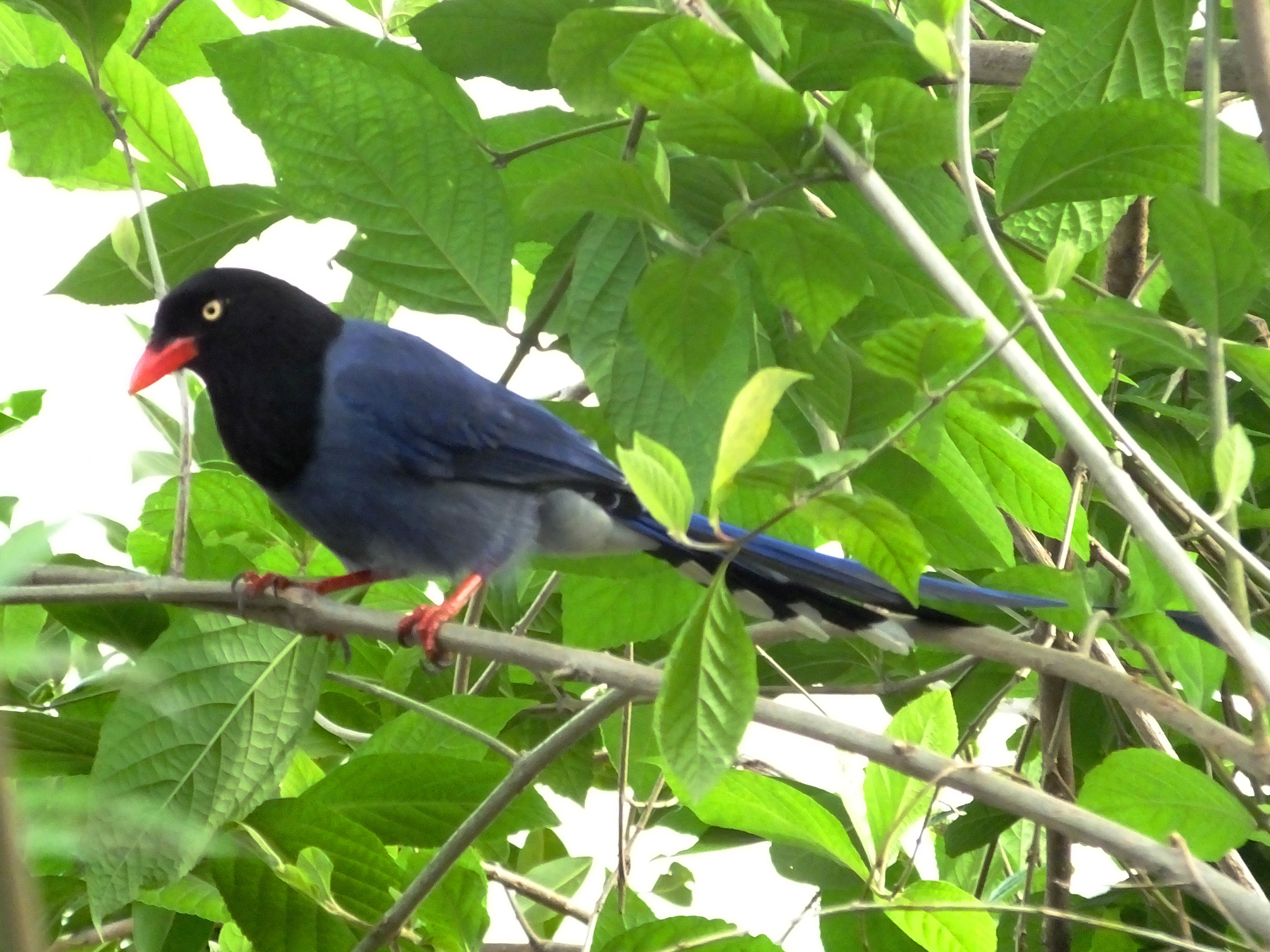
Esemplare in contesto urbano.

Come intuibile dal nome comune, la gazza di Taiwan è endemica di Taiwan, della quale popola l'area montuosa centrale e orientale.
L'habitat di questi uccelli è rappresentato dalla foresta di latifoglie, sia primaria che secondaria, fra i 300 e i 1200 m di quota, con maggiore predilezione per le aree comprese fra i 400 ed i 1000 m: la gazza di Taiwan non teme inoltre l'uomo, e può essere osservata anche nelle piantagioni e nelle aree alberate (parchi, giardini, viali) urbane e suburbane.